# Hari

## Izvor imena
Ime Hari je različica imena Henrik.

## Pogostost imena
Po podatkih Statističnega urada Republike Slovenije je bilo na dan 31. decembra 2007 v Sloveniji število moških oseb z imenom Hari: 46.

## Osebni praznik
V koledarju je ime Hari skupaj z Henrikom; god praznuje 2. marca ali pa 13. julija.